# Aardbeving Algerije 2003
Op 21 mei 2003 werd het noorden van Algerije getroffen door een zware aardbeving. De aardbeving had een kracht van 6,8 op de schaal van Richter. Er vielen 2.266 doden.